# André Morisco
André Morisco (em grego: Ανδρέας Μουρίσκος; romaniz.: Andréas Mourískos) foi um pirata genovês ativo no Mar Egeu no final do século XIII, que em 1304 entrou em serviço do Império Bizantino. Como um almirante e corsário, esteve ativo sob as cores bizantinas até 1308, quando foi capturado e executado no Chipre.

## Vida
Morisco foi um pirata genovês, ativo ao menos desde 1279, que havia tido uma carreira bem sucedida lutando contra os turcos e venezianas. No final de 1304, Morisco com seus dois navios entrou em serviço do imperador bizantino Andrônico II Paleólogo, que deu-lhe a posição de vestiário. Os venezianos em retaliação atacaram-o e incendiaram um de seus navios, mas em 1305, ele atacou a ilha de Tênedos, e com a ajuda de alguns navios genoveses que estavam passando, recuperou-a para o império.
Por esta época os bizantinos envolveram-se numa guerra aberta contra os mercenários da Companhia Catalã, que eles haviam convocado para lutar contra os turcos, mas que agora tinham se virado contra o Império Bizantino. Nesta guerra, Morisco auxiliou a cidade de Madito, que foi sitiada pelos catalães, com comida, e impediu a passagem de alguns aliados turcos dos catalães do Helesponto para a Anatólia — o último um sucesso dúbio, pois eles conseguiram invadir a província bizantina da Trácia por sua vez. Por seu serviço, Andrônico II fez Morisco um almirante e deu a ele e seu irmão Luís as ilhas de Rodes, Cárpatos e Casos como feudos.
Durante uma de suas lutas contra os catalães no mar de Mármara, foi derrotado e capturado por eles, mas foi capaz de comprar sua libertado e retornar para Tênedos. Em 1306, esteve de volta em ação, e junto com os aliados genoveses dos bizantinos participou num cerco mal sucedido a Galípoli, que foi mantida pelos catalães. Em 1307 ou 1308, ao lado de outros piratas financiados pelos bizantinos, Morisco esteve ativo no Egeu, atacando navios venezianos fora do Peloponeso. Em 1308, Morisco foi capturado pelo rei Henrique II do Chipre e executou-o por enforcamento em Famagusta.